# Lijst van voetbalinterlands Canada - Wales (vrouwen)
Deze lijst van voetbalinterlands is een overzicht van alle officiële voetbalinterlands tussen de nationale vrouwenteams van Canada en Wales. De landen hebben tot nu toe twee keer tegen elkaar gespeeld.

## Wedstrijden
| № | Plaats  | Datum        | Competitie        | Wedstrijd      | Uitslag |
| - | ------- | ------------ | ----------------- | -------------- | ------- |
| 1 | Lagos   | 3 maart 2002 | Algarve Cup 2002  | Canada − Wales | 4 − 0   |
| 2 | Cardiff | 9 april 2021 | Vriendschappelijk | Wales − Canada | 0 − 3   |

## Samenvatting
| Competitie        | Totaal gespeeld | Winst Canada | Gelijk | Winst Wales | Doelsaldo Canada – Wales |
| ----------------- | --------------- | ------------ | ------ | ----------- | ------------------------ |
| Algarve Cup       | 1               | 1            | 0      | 0           | 4 − 0                    |
| Vriendschappelijk | 1               | 1            | 0      | 0           | 3 − 0                    |
| Totaal            | 2               | 2            | 0      | 0           | 7 − 0                    |